# آنوفکا (شهرستان بلبیفسکی، باشقیرستان)
آنوفکا (به لاتین: Annovka) یک منطقهٔ مسکونی در روسیه است که در باشقیرستان واقع شده‌است.